# Nemesis Inferno
Nemesis Inferno im Thorpe Park (Chertsey, Surrey, UK) ist eine Stahlachterbahn vom Modell Inverted Coaster des Herstellers Bolliger & Mabillard, die am 5. April 2003 eröffnet wurde.
Die Fahrt beginnt mit einer kleinen Abfahrt in einen nebligen Vulkan gefolgt von dem Lifthill. Wenn der Zug die 29 m hohe Spitze des Lifthills erreicht hat, macht er eine steile Abfahrt, bevor er den Looping durchfährt. Dieser wird unmittelbar gefolgt von einer Zero-g-Roll und den Interlocking Corkscrews. Vor der Schlussbremse werden zwei geneigte Kurven durchfahren.
Die Fahrt basiert auf dem gleichen Thema wie die Schwesterbahn Nemesis in Alton Towers. Sie besitzt den gleichen Namen, verbunden mit den Ähnlichkeiten des ersten Loopings. In der letzten Helix wirken 4,5 g auf den Fahrgast.

## Züge
Nemesis Inferno besitzt zwei Züge mit jeweils sieben Wagen. In jedem Wagen können vier Personen (eine Reihe à vier Personen) Platz nehmen. Als Rückhaltesystem kommen Schulterbügel zum Einsatz.

## Besonderheiten
- Nemesis Inferno war bis zur Eröffnung von Soaring Dragon & Dancing Phoenix in Nanchang Sunac Land (China) im Jahre 2016 der einzige Inverted Coaster, der mit Interlocking Corkscrews ausgestattet war.[1]
- Der Teil vor dem Lifthill mit der Fahrt durch den Tunnel ist der längste auf allen Achterbahnen des Herstellers Bolliger & Mabillard.
- Nemesis Inferno ist mit 77 km/h der langsamste Inverted Coaster des Herstellers.[2]

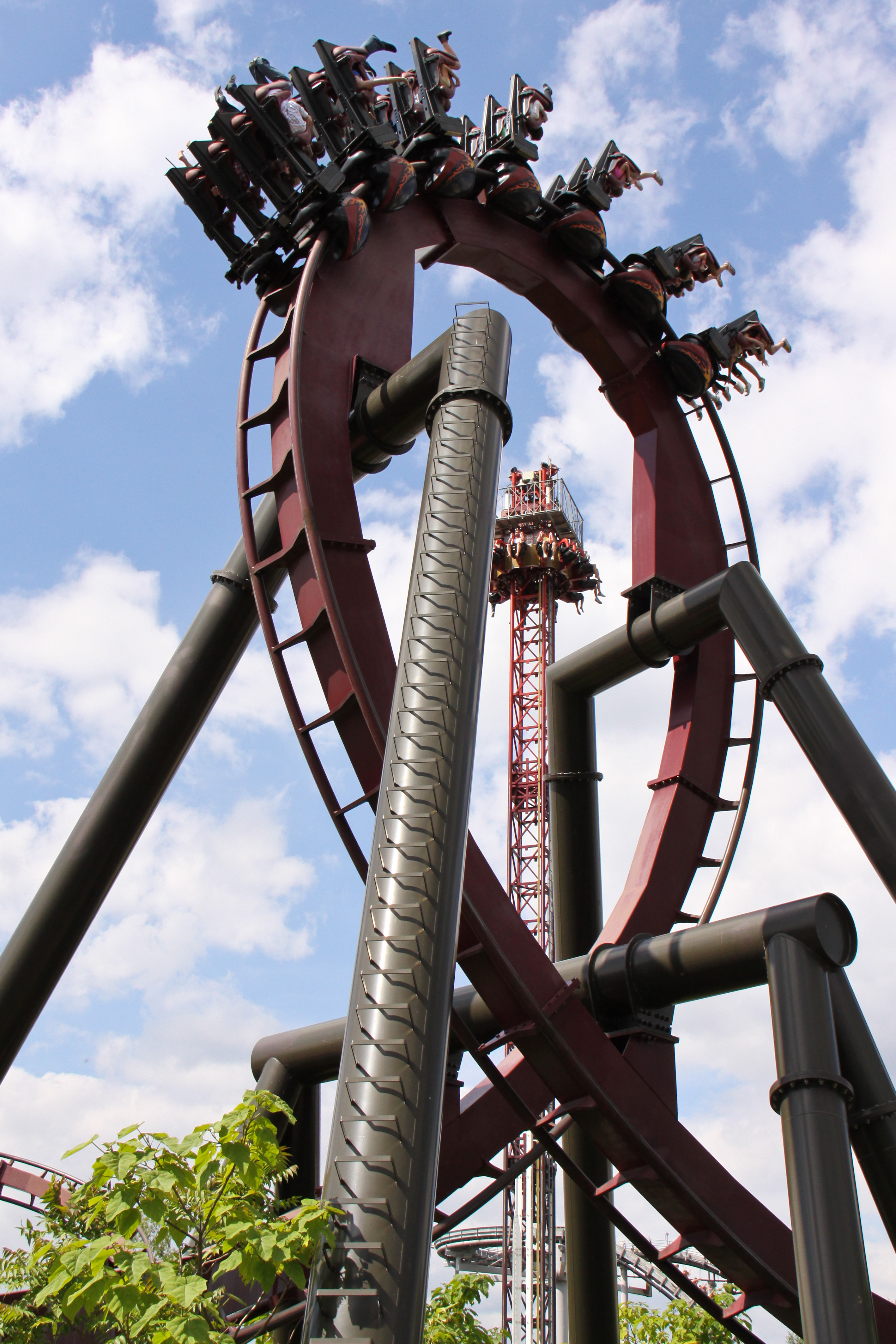
Zug im Looping
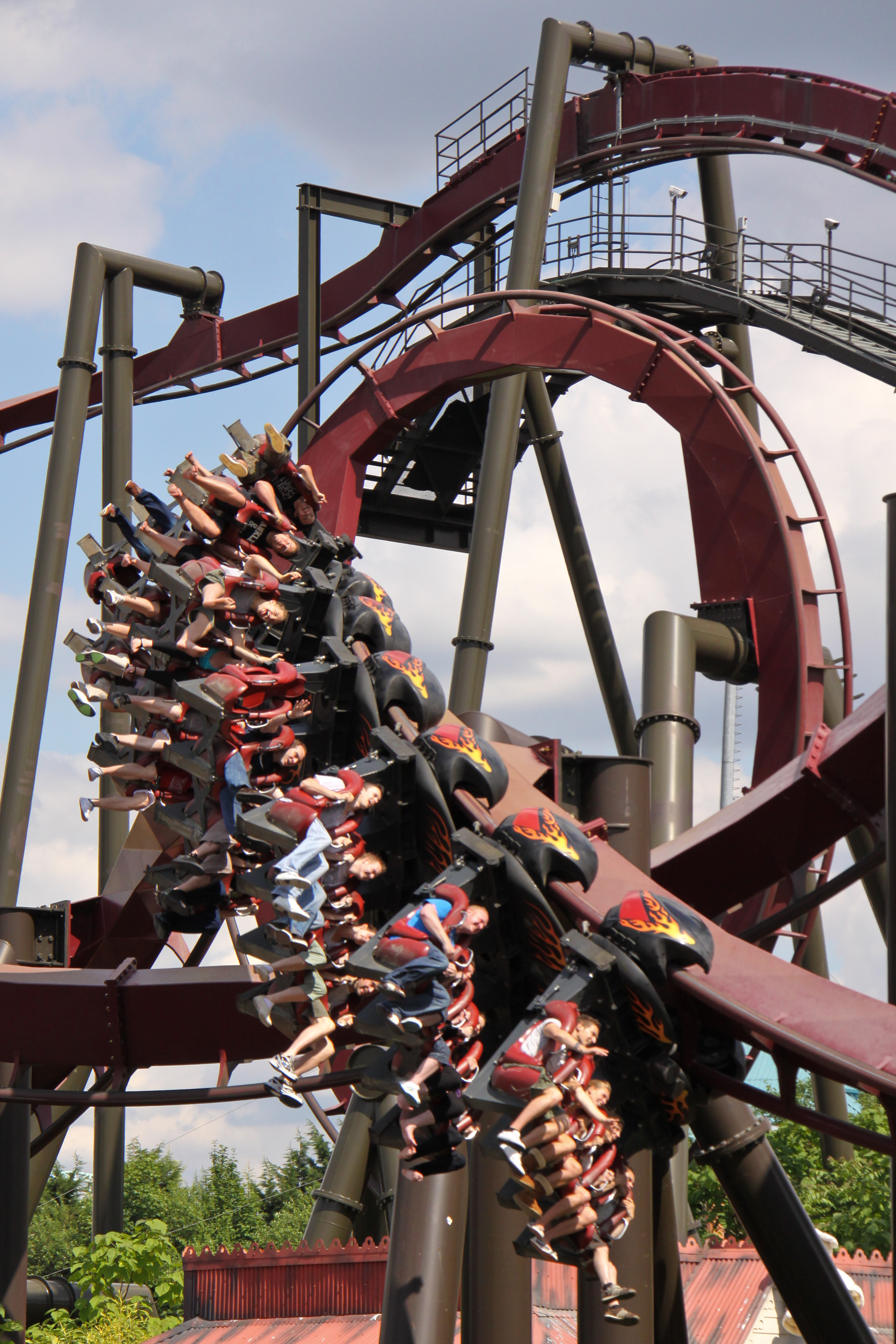
Zug im Corkscrew